# 2010
2010 (MMX) je navadno leto, ki se je po gregorijanskem koledarju začelo na petek. Leto je tudi začetek nov dekade 2010.
Organizacija združenih narodov je leto 2010 proglasila za Mednarodno leto biotske raznovrstnosti.

## Izgovorjava
Kljub pravopisno pravilni izgovorjavi dvatisočdeset se leto 2010 pogosto izgovarja dva-deset.

## Dogodki

### Januar – april
- 4. januar – uradna otvoritev nebotičnika Burdž Kalifa, najvišje stavbe na svetu.
- 10. januar – kandidat SDP Ivo Josipović je v drugem krogu hrvaških predsedniških volitev izvoljen za predsednika Hrvaške.
- 12. januar – rušilni potres z močjo 7. stopnje po Richterjevi lestvici prizadene Haiti. Po ocenah je žrtev med 100 in 200 tisoč, močno je poškodovana prestolnica Port-au-Prince.
- 15. januar – najdaljši sončev mrk v 21. stoletju je viden nad delom Afrike, Azije in Indijskim oceanom.
- 7. januar – vodja Stranke regij Viktor Janukovič je v drugem krogu ukrajinskih predsedniških volitev izvoljen za predsednika Ukrajine.
- 12. – 28. februar – Zimske olimpijske igre 2010 v Vancouvru.
- 13. februar – sile ISAF pod vodstvom zveze NATO v Afganistanu pričnejo z operacijo Moštarak, najobsežnejšo ofenzivo po začetku invazije leta 2001.
- 18. februar – vojaška hunta z imenom Vrhovni svet za obnovo demokracije vdre v predsedniško palačo in strmoglavi predsednika Nigerije Mamadoua Tandjo.
- 27. februar – potres z močjo 8,8 stopnje po Richterjevi lestvici in epicentrom 115 km severno od mesta Concepcion prizadene Čile.
- 16. marec – požar popolnoma uniči grobnice Kasubi, turistično atrakcijo in edini kraj Unescove kulturne dediščine v Ugandi.
- 8. april – po večdnevnih protivladnih izgredih v Kirgizistanu prevzamejo uporniki nadzor v prestolnici Biškek in postavijo začasno vlado pod vodstvom Roze Otunbajeve.
- 10. april – v letalski nesreči v Smolenski oblasti (Rusija) umre predsednik Poljske Lech Kaczyński in več visokih predstavnikov poljske vlade.
- 13. april – v potresu, ki prizadene tibetansko avtonomno prefekturo Jušu, umre več kot 600 ljudi, okrog 10.000 je ranjenih.
- 14. april – vulkanski pepel zaradi izbruha ognjenika Eyjafjallajökull na Islandiji prekine letalski promet nad večjim delom Evrope.
- 17. april – več kot 230.000 prostovoljcev v akciji »Očistimo Slovenijo v enem dnevu!« čisti divja odlagališča odpadkov.
- 20. april – po eksploziji na naftni ploščadi Deepwater Horizon v Mehiškem zalivu prične iz vrtine hitro iztekati surova nafta; po predvidevanjih naj bi bil vpliv nesreče na okolje večji kot vpliv nesreče tankerja Exxon Valdez leta 1989.

### Maj – avgust
- 1. maj – 31. oktober – v Šanghaju poteka svetovna razstava Expo 2010, največji tovrstni dogodek v zgodovini.
- 2. maj – države članice evroobmočja in Mednarodni denarni sklad podpišejo dogovor o 110 milijard € pomoči Grčiji, ki ji grozi bankrot. Zaradi zahtevanih varčevalnih ukrepov pride v državi do množičnih protestov.
- 6. maj – na splošnih volitvah v Združenem kraljestvu zmaga Konzervativna stranka pod vodstvom novega premiera Davida Camerona, a zmagovalna stranka prvič po letu 1974 ne dobi dovolj glasov za večino v parlamentu.
- 19. maj – Študentska in Dijaška organizacija Slovenije v Ljubljani pripravita demonstracije proti vladnemu zakonu o malem delu, ki se jih udeleži več kot 10.000 študentov in dijakov; protesti se sprevržejo v izgrede, ko pričnejo demonstranti metati različne predmete v parlamentarno poslopje.
- 27. maj – Slovenija skupaj z Estonijo in Izraelom prejme uradno vabilo za članstvo v Organizaciji za gospodarsko sodelovanje in razvoj (OECD).
- 31. maj – Horst Köhler odstopi s položaja predsednika Nemčije zaradi odziva, ki ga je sprožila njegova izjava o vlogi posredovanja nemške vojske v tujini.
- 6. junij – Volivci na referendumu o arbitražnem sporazumu‎ z 51,48 % potrdijo zakon o arbitražnem sporazumu med Slovenijo in Hrvaško.
- 11. junij – 11. julij – Svetovno prvenstvo v nogometu 2010 v Južni Afriki se konča s prvo zmago španske reprezentance.
- 13. junij – v Celju se odvije Slovenski evharistični kongres, kjer je državni tajnik Vatikana Tarcisio Bertone beatificiral Alojzija Grozdeta.
- 24. junij – Američan John Isner po treh dneh in skupno več kot 11 urah igranja v najdaljšem teniškem dvoboju v zgodovini uradnih tekmovanj premaga Francoza Nicolasa Mahuta na Odprtem prvenstvu Anglije.
- 22. julij – Meddržavno sodišče OZN objavi mnenje, da enostranska razglasitev neodvisnosti Kosova leta 2008 ni bila v nasprotju z mednarodnim pravom.
- 29. julij – v katastrofalnih poplavah na severovzhodu Pakistana umre več kot 1500 ljudi, prizadetih je vsaj milijon prebivalcev.
- 10. avgust – Svetovna zdravstvena organizacija uradno oznani, da je pandemija t. i. »nove gripe«, ki je izbruhnila spomladi 2009, končana.
- 14. – 26. avgust – prve Poletne mladinske olimpijske igre v Singapurju.
- 28. avgust – 12. september – Svetovno košarkarsko prvenstvo v Turčiji se konča z zmago ameriške reprezentance in osmim mestom slovenske.

### September - december
- 18. september – močno deževje povzroči poplave po večjem delu Slovenije.
- 10. oktober – Nizozemski Antili prenehajo obstajati kot upravna enota Nizozemske, posamezni otoki dobijo ločen status znotraj kraljevine.
- 10. oktober – lokalne volitve v Sloveniji 2010.
- 14. oktober – rešen je zadnji od 33 rudarjev, ki so bili ujeti pod zemljo po udrtju rudnika blizu kraja Copiapó, Čile 5. avgusta; pod zemljo so preživeli rekordnih 69 dni.
- 15. oktober – 14 let od začetka gradnje delavci prebijejo prvo cev baznega predora Gotthard, ki je ob otvoritvi leta 2017 postal najdaljši železniški predor na svetu.
- 23. oktober – Mednarodna vesoljska postaja prevzame od Mira rekord v trajanju neprekinjenega človeškega bivanja v vesolju.
- 28. november – spletna stran WikiLeaks prične z objavo zbirke 250.000 zaupnih ameriških diplomatskih depeš, ki zaradi svoje vsebine povzročijo pretres v svetovni diplomaciji.
- 21. december – prvi popolni lunin mrk, ki sovpada z zimskim obratom, po letu 1638.

## Smrti
Glej tudi: Kategorija:Umrli leta 2010.
- 11. januar – Éric Rohmer, francoski filmski režiser, kritik, scenarist, pisatelj in novinar (* 1920)
- 12. januar – Daniel Bensaid, francoski filozof, politični aktivist (* 1946)
- 15. januar – Marshall Warren Nirenberg, ameriški biokemik in genetik, nobelovec (* 1927)
- 22. januar – Jean Simmons, angleško-ameriška igralka (*1929)
- 27. januar – 
  - Jerome David Salinger, ameriški pisatelj (* 1919)
  - Howard Zinn, ameriški zgodovinar, politolog in politični aktivist (* 1922)
- 7. februar – Mihailo Marković, srbski filozof (* 1923)
- 4. marec – Zdravko Reven, slovenski duhovnik, urednik in publicist (* 1921)
- 25. marec – France Tomšič, slovenski inženir, sindikalist in politik (* 1937)
- 8. april – Malcolm McLaren, angleški glasbenik, založnik in menedžer (* 1946)
- 10. april – Lech Kaczyński, poljski politik (* 1949)
- 16. april – Tomáš Špidlík, češki jezuit in kardinal (* 1919)
- 21. april – Juan Antonio Samaranch, španski športni funkcionar (* 1920)
- 25. april – Alan Sillitoe, angleški pisatelj in pesnik (* 1928)
- 16. maj – Ronnie James Dio, ameriški glasbenik (* 1942)
- 29. maj – Dennis Hopper, ameriški filmski igralec (* 1936)
- 31. maj – Zvonko Čemažar, slovenski besedilopisec in pesnik (* 1927)
- 11. junij – Janko Smole, slovenski finančnik, bivši predsednik vlade (* 1921)
- 18. junij – José Saramago, portugalski književnik, nobelovec (* 1922)
- 4. julij – Mohamed Husein Fadlalah, libanonski verski voditelj (* 1935)
- 6. julij – Tone Wraber, slovenski botanik (* 1938)
- 17. avgust – Francesco Cossiga, italijanski pravnik, pedagog in politik (* 1928)
- 29. avgust – Saša Vegri, slovenska pisateljica (* 1934)
- 24. september – Jure Robič, slovenski ultramaratonski kolesar (* 1965)
- 25. september – Karlo Umek, slovenski strelec in olimpionik (* 1917)
- 29. september -
  - Georges Charpak, francoski fizik, nobelovec (* 1924)
  - Tony Curtis, ameriški filmski igralec (* 1925)
- 7. oktober – Milka Planinc, hrvaška političarka (* 1924)
- 14. oktober – Benoît Mandelbrot, francosko-ameriški matematik poljskega rodu (* 1924)
- 16. oktober – Leigh Van Valen, ameriški evolucijski biolog (* 1935)
- 18. oktober – Dragiša Ognjanović, srbski operni pevec (* 1925)
- 22. oktober – Mara Kralj, slovenska slikarka in ilustratorka (* 1909)
- 29. november – Leslie Nielsen, kanadsko-ameriški filmski igralec (* 1926)
- 1. december – Alojz Srebotnjak, slovenski skladatelj (* 1931)

## Nobelove nagrade
- fizika: Andre Geim in Konstantin Novoselov
- kemija: Richard F. Heck, Eiiči Negiši, Akira Suzuki
- fiziologija ali medicina: Robert G. Edwards
- književnost: Mario Vargas Llosa
- mir: Liu Šjaobo
- ekonomija: Peter A. Diamond, Dale Mortensen in Christopher Pissarides